# A mi lindo Ecuador
A mi lindo Ecuador (spanisch für Meinem schönen Ecuador) ist ein ecuadoranisches Lied, das quasi den Stellenwert einer „zweiten Nationalhymne“ einnimmt. Das Lied wurde 1964 von dem damals 20-jährigen Rubén Barba für seine große Liebe und spätere Ehefrau Mariana Rivadeneira Fierro verfasst, nachdem deren Vater sie zum Studium in die Vereinigten Staaten geschickt hatte.

## Inhalt
Das Lied vermittelt Ecuadorianern die Botschaft, für ihr schönes Land zu singen, wo immer sie sich auch befinden. Die zweite Strophe verdeutlicht, dass das Lied direkt an seine große Liebe gerichtet war, wenn es etwa heißt: Ese amor, ese amor que tienes aquí, Y te hará regresar al fin, A tu lindo Ecuador. (Diese Liebe, diese Liebe, die du hier hast, wird dich schließlich zur Rückkehr bewegen, in dein schönes Ecuador.)

## Versionen
Von dem Lied existieren etwa 50 Versionen verschiedener Künstler und Gruppen und es wurde unter anderem auch von Rafael Correa gesungen, der von 2007 bis 2017 ecuadorianischer Staatspräsident war.